# Dam tot Damloop 1989
De Dam tot Damloop 1989 werd gehouden op zondag 8 oktober 1989. Het was de vijfde editie van deze loop. De hoofdafstand had een lengte van 10 Engelse mijl (16,1 km).
De wedstrijd werd bij de mannen gewonnen door de 28-jarige Engelsman Dave Long in 46.28. Hij bleef hiermee de Nederlander Tonnie Dirks slechts twee seconden voor. Dave Long liep de wedstrijd als voorbereiding voor de Chicago Marathon, die drie weken later werd gehouden. Bij de vrouwen was Carla Beurskens het snelst in 53.01.
In totaal namen 11.750 mensen deel aan het evenement, waarvan 9700 lopers op de 10 Engelse mijl en 2050 kinderen bij de minilopen.

## Wedstrijd
Mannen
| rang   | naam              | land | tijd  |
| ------ | ----------------- | ---- | ----- |
| Goud   | Dave Long         | ENG  | 46.28 |
| Zilver | Tonnie Dirks      | NED  | 46.30 |
| Brons  | Dirk Vanderherten | BEL  | 46.35 |
| 4      | William Musyoki   | KEN  | 46.42 |
| 5      | Vincent Rousseau  | BEL  | 46.59 |
| 6      | Marti ten Kate    | NED  | 47.06 |
| 7      | Andy Wilton       | ENG  | 47.10 |
| 8      | Hugh Jones        | ENG  | 47.15 |
| 9      | Michel de Maat    | NED  | 47.20 |
| 10     | Manuel Vera       | MEX  | 47.22 |

Vrouwen
| rang   | naam                  | land | tijd    |
| ------ | --------------------- | ---- | ------- |
| Goud   | Carla Beurskens       | NED  | 53.01   |
| Zilver | Inge Schuurmans       | NED  | 55.27   |
| Brons  | Annette van de Tholen | NED  | 1:00.16 |
| 4      | Christine Segaert     | BEL  | 1:00.58 |
| 5      | Greet Warnaar         | NED  | 1:01.32 |

1985 ·
1986 ·
1987 ·
1988 ·
1989 ·
1990 ·
1991 ·
1992 ·
1993 ·
1994 ·
1995 ·
1996 ·
1997 ·
1998 ·
1999 ·
2000 ·
2001 ·
2002 ·
2003 ·
2004 ·
2005 ·
2006 ·
2007 ·
2008 ·
2009 ·
2010 ·
2011 ·
2012 ·
2013 ·
2014 ·
2015 ·
2016 ·
2017 ·
2018 ·
2019